# 農業部農田水利署
農業部農田水利署（簡稱農水署）是中華民國農業部的附屬機關之一，負責辦理農田水利管理業務。前身為2004年成立之「行政院農業委員會農田水利處」，2020年10月1日改制升格為「行政院農業委員會農田水利署」，並將全國17個農田水利會納編改為公務機關。2023年8月1日，更為現名。

## 歷史
1984年9月20日，「行政院農業委員會」成立，林業處下設水利科，掌管全國農田水利行政業務。
1993年2月3日，依修正公布《農田水利會組織通則》，農委會為農田水利會之中央主管機關，農委會正式負責監督農田水利會。
2004年1月14日，《行政院農業委員會組織條例》修正公布增設「農田水利處」。1月30日，「行政院農業委員會農田水利處」成立，承接原行政院農業委員會林業處水利科業務。
2018年1月17日，立法院三讀通過《農田水利會組織通則》修正案，明定自修正條文施行之日起，停止辦理宜蘭等15個農田水利會會長與會務委員的選舉，任期延長與臺北市七星、瑠公農田水利會會長一致，自2018年5月31日，延長至2020年9月30日。
2020年7月2日，立法院三讀通過《農田水利法》。8月12日，農委會制訂《行政院農業委員會農田水利署暫行組織規程》，10月1日起將農田水利會併入，並與農田水利處合併為「行政院農業委員會農田水利署」。農田水利會原作為農田水利設施用土地仍持續使用，成立特種基金「專款專用」於農田水利事業；而非水利事業用資產，規劃成立公益性財團法人，其收益仍將持續專用於農田水利事業。
2023年5月31日，制定公布《農業部農田水利署組織法》。同年8月1日起，隨農委會升格為農業部，更名為「農業部農田水利署」。
2023年11月29日，配合農水署成立與農田水利會納編，公布修正《水利法》。

## 歷任署長
| 任次 | 姓名   | 任職期間            |
| ---- | ------ | ------------------- |
| 1    | 蔡昇甫 | 2023年8月1日 – 現任 |

## 組織架構
- 署長
  - 副署長2人
    - 主任秘書
    - 總工程司
      - 副總工程司
      - 專門委員

### 署內單位
- 綜合企劃組
- 農田水利管理組
- 農田水利建設組
- 秘書室
- 人事室
- 主計室
- 政風室

### 所屬管理處
管理處主管設有處長、副處長，內部置管理組、工務組、財務組、總務組、人力資源室、資訊室、主計室、資訊（政風）室，外設工作站（設有水利小組）
北區
| 名稱       |
| ---------- |
| 瑠公管理處 |
| 七星管理處 |
| 北基管理處 |
| 桃園管理處 |
| 石門管理處 |
| 新竹管理處 |
| 苗栗管理處 |

中區
| 名稱       |
| ---------- |
| 臺中管理處 |
| 彰化管理處 |
| 南投管理處 |
| 雲林管理處 |

南區
| 名稱       |
| ---------- |
| 嘉南管理處 |
| 高雄管理處 |
| 屏東管理處 |

東區
| 名稱       |
| ---------- |
| 宜蘭管理處 |
| 花蓮管理處 |
| 臺東管理處 |

## 外部連結
- 農業部農田水利署 （繁體中文）（页面存档备份，存于）